# Гермер, Генрих
Генрих Гермер (нем. Heinrich Germer; 30 декабря 1837, Зоммерсдорф — 4 января 1913, Радебойль) — немецкий музыковед, музыкальный педагог и методист.
Преподавал в Берлине и Дрездене. Автор книги «Техника фортепианной игры» (нем. Die Technik des Klavierspiels), переиздававшейся не менее десяти раз, популярного пособия «Как играть на фортепиано?» (нем. Wie spielt man Klavier?, русский перевод А. Буховцева, 1899, 2-е изд. 1910) и др. Был чрезвычайно плодовит как редактор фортепианной классики; обработанные и отредактированные Гермером этюды Карла Черни до сих пор входят в репертуар музыкальной педагогики.